# José Horwitz Barak
José Horwitz Barak (Buenos Aires, febrero de 1908 - Santiago, 20 de julio de 1978) o José Horvitz Barak fue un médico psiquiatra, académico e investigador chileno nacido en Argentina, de origen judeo-moldavo. Sus áreas de investigación y varias de sus publicaciones versan sobre el tratamiento del alcoholismo y la epidemiología psiquiátrica. El Instituto Psiquiátrico de Santiago lleva su nombre desde 1983, establecimiento donde se desempeñó como Jefe de un Servicio Clínico y Director.

## Primeros años
Nacido en Buenos Aires en febrero de 1908, hijo de Isidoro Horwitz y Catalina Barak, creció en el seno de una familia judía que escapaba de los pogromos antisemitas en la región de Besarabia, en ese entonces bajo el dominio de la Rusia Zarista.
El destino usual de los judíos que huían de la persecución rusa era Estados Unidos, sin embargo, la madre de la familia, Catalina Horwitz, padecía una conjuntivitis que fue confundida por las autoridades sanitarias estadounidenses por un tracoma. Debido al carácter infeccioso de esta patología, se les negó la entrada a ese país. La familia optó por radicarse en Argentina, donde nacieron la mayoría de los hijos de la familia Horwitz Barak.

## Estudios, docencia e investigaciones
José Horwitz realizó sus estudios secundarios en el Instituto Nacional de Santiago, ingresando a la carrera de medicina en la Universidad de Chile. Nacionalizado chileno en 1928, recibió su título de médico cirujano en 1932. Luego, fue becario en la Escuela de Salud Pública y realizó una estadía de perfeccionamiento en la Universidad Johns Hopkins, en Baltimore, Estados Unidos.
Su labor docente fue variada, desempeñándose como profesor en materias relacionadas con la psiquiatría, psicopatología y salud pública en su alma máter, la Universidad de Chile.
En materia de investigación, tras su estadía en la Universidad Johns Hopkins, y luego de los estímulos de los profesores estadounidenses Edwin Morton Jellinek y Paul Lemkau, Horwitz, junto a otros colegas, desarrolló una ardua investigación sobre la epidemiología del alcoholismo, labor que derivó en la publicación de artículos sobre la materia en varias revistas especializadas, a nivel nacional e internacional. Pero fue en Costa Rica donde pudo desarrollar de manera más extensa su investigación e intercambio académico.

## Director del Instituto Psiquiátrico de Santiago
La actividad científica de José Horwitz se vio truncada cuando en 1973 ocurrió con el Golpe de Estado que derrocó el gobierno de Salvador Allende Gossens, pues la dictadura militar del General Pinochet prohibió actividades técnicas en la comunidad, sobre todo en el campo de la salud mental.
Sin embargo, siguió realizando sus proyectos intrahospitalarios e incluso debió asumir, forzado por las circunstancias, la Dirección del Hospital Psiquiátrico de Santiago, establecimiento médico que hoy lleva su nombra a modo de homenaje póstumo.

## Muerte
Tan sólo tres meses después de asumir la jefatura del Instituto, José Horwitz Barak fallece producto de un accidente vascular, el 20 de julio de 1978.
No debe confundirse a José Horwitz con su hermano mayor Isaac, (fallecido en 1955) quien también era psiquiatra y médico en el Instituto, tampoco ha de confundírselo con su hermano menor Abraham Horwitz Barak (fallecido el 2000), también médico, director de la Organización Panamericana de la Salud por 16 años y considerado el "padre de la salud Pública panamericana".

## Publicaciones
- Horwitz J. El Papel de las Visitadoras Sociales en la Asistencia de los Psicópatas y en la Higiene Mental. Rev Psiq y Disciplinas Conexas 1935; 1: 38-9.
- Ibid. Importancia del alcoholismo en Chile. Rev Méd Chile 1954; 82: 949-51.
- Horwitz J, Honorato R. Importancia del alcoholismo y los problemas del alcohol, Simposio sobre Alcoholismo y Problemas del Alcohol. Imprenta Central de Talleres del S.N.S. Santiago 1957.
- Horwitz J, Muñoz L. Investigaciones epidemiológicas acerca de morbilidad mental en Chile. Rev Serv Nacional de Salud 1958; 3: 277-309.
- Horwitz J, Naveillán P, Pereda E. El tratamiento del alcoholismo: estudio catamnéstico de 200 casos. Actas del Simposio Internacional sobre Alcohol y Alcoholismo, Santiago 1966.
- Horwitz J. La obra de Edwin Morton Jellinek y su importancia para el conocimiento del alcoholismo en Chile. Acta Psiquiát Psicol Amer Lat 1965; 11: 81-5.
- Horwitz J, Marconi J, Adis G. Epidemiología del alcoholismo en América Latina. Acta Fondo para la Salud Mental Buenos Aires 1967; 13: 52-8.
- Horwitz J, Marconi J. Estudios epidemiológicos y sociológicos acerca de la salud mental en Chile. Acta Psiquiát Psicológ Amér Lat 1967; 13: 52-8.
- Horwitz J. La Sociedad Contemporánea y su Visión del Alcohol y el Alcoholismo. Rev Neuropsiq 1974; 1: 33-9.
- Kattan L, Horwitz J, Caballero E, Cordua M, Marambio C. Evaluación del resultado del tratamiento del alcoholismo en la mujer. Acta Psiquiát Psicol Amér Lat 1973; 19: 265-79.
- Ibid. Características del alcoholismo en la mujer y evaluación del resultado del tratamiento en Chile. Acta Psiquiát Psicol Amér Lat 1973; 19: 194-204.